# Districtul Hatvan
Hatvan (în maghiară Hatvani járás) este un district în județul Heves, Ungaria.
Districtul are o suprafață de 352,16 km2 și o populație de 50.872 locuitori (2013).